# Götzendorf an der Leitha
Götzendorf an der Leitha est une commune autrichienne du district de Bruck an der Leitha en Basse-Autriche.